# Parallel (film)
Parallel è un film thriller fantascientifico statunitense del 2024 diretto da Kourosh Ahari e scritto dai fratelli Aldis ed Edwin Hodge con Jonathan Keasey. Accanto ai fratelli Hodge, nel film recita anche Danielle Deadwyler nel ruolo di una donna addolorata che si ritrova misteriosamente a navigare tra spazi paralleli. Si tratta di un remake del film cinese Parallel Forest di Lei Zheng uscito nelle sale nel 2019.
Parallel è stato distribuito da Vertical il 23 febbraio 2024.

## Trama
Nella scena iniziale, mentre Vanessa fissa la finestra della sua casa nel bosco viene spaventata da un uccello che colpisce violentemente il vetro. Impaurita, Vanessa esce per controllare l'uccello morto e viene raggiunta da suo marito Alex. Dopo che quest'ultimo cerca di tenerle la mano per confortarla, Vanessa si allontana da lui.
Dopo essersi ripresa dallo choc, Vanessa racconta ad Alex e a suo fratello Martel di aver sentito un forte rumore proveniente dalla foresta la notte precedente. A tal proposito, Martel confida ai due di essere a conoscenza (tramite il padre) dell'esistenza di una struttura nella foresta in cui si svolgevano strani esperimenti. In passato si erano verificate inoltre delle strane sparizioni, per cui la struttura è stata chiusa e la foresta è diventata una riserva naturale.
Alex, fortemente scettico, pensa che si tratti soltanto di una storia inventata dal padre che li ha abbandonati. Martel, più fiducioso, pensa invece che il padre stesse cercando qualcosa.
Volendo rimanere un po' da sola, Vanessa si prepara per una passeggiata nella foresta. Martel le dà un fucile per difendersi da eventuali animali selvatici e chiede con indifferenza se la coppia abbia già deciso di vendere la casa. Alex risponde che ci stanno ancora pensando, ma Vanessa è contraria, il ché scatena una discussione che porta Vanessa ad allontanarsi da sola. Alex la segue e le spiega che suo fratello sta solo cercando di aiutarli ad andare avanti. Vanessa allora chiede ad Alex se invece avesse preferito che fosse stata lei a morire.

## Produzione
Nel maggio 2021 è stato riferito che Aldis Hodge e suo fratello Edwin Hodge avrebbero scritto e recitato in un remake del film cinese del 2019 Parallel Forest, con la regia di Kourosh Ahari. Nel giugno 2022 Danielle Deadwyler ha accettato di recitare e di ricoprire il ruolo di produttrice esecutiva del film.
Le riprese principali sono iniziate a Vancouver alla fine di giugno 2022.

## Distribuzione
Nell'aprile 2023 Vertical Entertainment ha acquisito i diritti di distribuzione mondiale del film.
Il film Parallel è stato distribuito negli Stati Uniti il 23 febbraio 2024.